# Jugendschutzgesetze in Österreich
Die Jugendschutzgesetze (JSG) in Österreich sind auf Landesebene geregelte Gesetze, die dem Schutz von Kindern und Jugendlichen in der Öffentlichkeit dienen. Grundsätzlich werden in den Gesetzen das Mindestalter zum Konsum von Tabak und Alkohol sowie die Aufenthaltsorte und Aufenthaltsdauer in der Öffentlichkeit festgelegt.
Aufgrund der föderalen Regelung gibt es neun verschiedene Versionen mit einigen relevanten Unterschieden. Während die Gesetze in den westlichen Bundesländern eher strikt sind, sind das Wiener, das niederösterreichische und das burgenländische Gesetz eher locker gestaltet. Immer wieder wird über eine Vereinheitlichung der Regelungen debattiert.

## Regelungen
Grundsätzlich gilt, dass bis zur Vollendung des 18. Lebensjahres
- der Aufenthalt in Wettbüros, Casinos oder ähnlichen Räumlichkeiten untersagt ist;
- der Aufenthalt in Räumen, in denen Prostitution oder Peepshows angeboten werden, untersagt ist;
- Glücksspiele und Wetten untersagt sind.

Ab dem vollendeten 18. Lebensjahr ist der Konsum von Tabak in allen Bundesländern erlaubt. Sexuelle Kontakte sind ab dem 14. Geburtstag erlaubt (siehe Schutzalter), jedoch besteht bis zum 16. Geburtstag ein erweiterter Schutz gegen Ausnützung einer altersbedingten Überlegenheit und Ausnützung einer Zwangslage sowie bis zum 18. Geburtstag ein Schutz gegen Prostitution. (→Sexueller Missbrauch von Jugendlichen)

### Ausgehzeiten
Für Kinder und Jugendliche unter dem Alter von 16 Jahren gelten in den einzelnen Bundesländern unterschiedliche Regelungen hinsichtlich der maximalen Uhrzeit, zu der sie sich unbegleitet an öffentlich zugänglichen Orten (Straßen, öffentliche Verkehrsmittel, Bars, Diskotheken, …) aufhalten dürfen. Diese Ausgehsperren für unter 16-Jährige enden in allen Bundesländern um 5:00 Uhr früh. In allen Bundesländern außer Salzburg und Oberösterreich gelten diese Sperrstunden nicht, wenn sich der Jugendliche in Begleitung einer volljährigen ermächtigten Aufsichtsperson befindet.
Seit 2017 gibt es in allen Bundesländern ab dem Alter von 16 Jahren keine Einschränkungen der Ausgehzeiten mehr. Vorarlberg hatte zuletzt bis zum 31. Dezember 2016 als letztes Bundesland noch eine Beschränkung ab 2:00 Uhr für 16- und 17-Jährige.
| Bundesland/ -länder                       | Ausgangssperre  | Ausgangssperre   | Ausgangssperre  | Ausgangssperre |
| Bundesland/ -länder                       | unter 12 Jahren | unter 14 Jahren  | über 14 Jahre   | über 16 Jahren |
| ----------------------------------------- | --------------- | ---------------- | --------------- | -------------- |
| Steiermark                                | 23 Uhr          | 23 Uhr           | 1 Uhr           | keine          |
| Vorarlberg                                | 22 Uhr          | 23 Uhr           | 0 Uhr           | keine          |
| Salzburg                                  | 21 Uhr          | 22 Uhr (23 Uhr*) | 23 Uhr (0 Uhr*) | keine          |
| Oberösterreich                            | 22 Uhr          | 22 Uhr           | 0 Uhr           | keine          |
| Wien, Niederösterreich, Burgenland, Tirol | 22 Uhr          | 22 Uhr           | 1 Uhr           | keine          |
| Kärnten                                   | 23 Uhr          | 23 Uhr           | 1 Uhr           | keine          |

*) In Nächten vor Sonn- und Feiertagen.

### Alkohol
Der Jugendschutz war in Österreich in Bezug auf Alkoholkonsum relativ komplex, wurde aber weitgehend vereinheitlicht. Im Jahr 2018 einigten sich die Vertreter sämtlicher Bundesländer, ihre Jugendschutzbestimmungen im Hinblick auf den Alkoholkonsum bis 1. Jänner 2019 zu harmonisieren. In allen Bundesländern gibt es zwei Altersgrenzen, wobei bei Erreichen der ersten nur manche alkoholische Getränke konsumiert werden dürfen. Eine Prozentgrenze ist mittlerweile nicht mehr gesetzlich definiert. In Kärnten dürfen Jugendliche über 16 Jahre alkoholische Getränke nur bis zu einer Menge konsumieren, dass der Alkoholgehalt des Blutes weniger als 0,5 g/l (0,5 Promille) oder der Alkoholgehalt der Atemluft weniger als 0,25 mg/l beträgt. Stattdessen unterscheiden die einzelnen Jugendschutzgesetze oft zwischen gebrannten und nicht gebrannten alkoholischen Getränken. Zusätzlich existieren unterschiedliche Regelungen zum Konsum vor Erreichen der Altersgrenze. Folgende Tabelle (Stand: 19. Februar 2019) stellt die Bestimmungen spezifisch dar; die Jahresangaben gelten „ab dem vollendeten Lebensjahr“:

| Steiermark, Kärnten, Oberösterreich, Salzburg, Vorarlberg | Ja                    |
| Burgenland, Niederösterreich, Tirol, Wien                 | in der Öffentlichkeit |
| Quellen                                                   |                       |

### Reisen
In Kärnten und Vorarlberg ist Autostoppen bis zum vollendeten 14. Lebensjahr, in der Steiermark bis zum vollendeten 16. verboten. Lenker, die ihnen unbekannte Jugendliche unter dieser Altersgrenze zum Mitfahren einladen, machen sich strafbar. Das Übernachten auswärts ohne volljährige Aufsichtsperson ist im Burgenland, Salzburg, Steiermark erst ab dem 16. Geburtstag erlaubt, in Tirol und Vorarlberg ab dem 14. Geburtstag.

### Jugendgefährdende Medien
In allen neun Gesetzen wird in einer ähnlichen – aber nicht wortgleichen – Formulierung das „Vorführen, Weitergeben oder sonst Zugänglichmachen“ von Medien und Datenträgern, welche „junge Menschen in ihrer Entwicklung gefährden können“, verboten. Das steiermärkische Jugendschutzgesetz weicht im Wortlaut von den anderen Jugendschutzgesetzen ab und spricht anstatt von entwicklungsgefährdend von „Medien, Dienstleistungen und Gegenständen, die Kinder und Jugendliche gefährden können“. Dazu werden in allen Jugendschutzgesetzen die folgenden drei Hauptkriterien aufgezählt:
- Gewaltverherrlichung
- Diskriminierung aufgrund von Rasse, Hautfarbe, nationaler oder ethnischer Herkunft, Geschlecht, religiöser Bekennung oder Behinderung
- je nach Bundesland variierend: sexuelle Handlungen, Pornographie oder die Menschenwürde missachtende Sexualdarstellung

Das Salzburger Jugendschutzgesetz unterscheidet zwischen elektronischen Bildträgern wie Filmen und anderen Medien bzw. Dienstleistungen wie Büchern, Audio-CDs oder Telefonsex. Während elektronische Bildträger einer expliziten Altersfreigabe bedürfen, sind die letztgenannten nur dann in der Verbreitung beschränkt, wenn sie gegen eines der genannten Jugendgefährdungs-Kriterien verstoßen. In Vorarlberg kann die Landesbehörde ein Jugendverbot für eine bestimmte Altersstufe vornehmen.
Über das Verbot des Zugänglichmachens hinaus ist in den meisten Bundesländern den Kindern und Jugendlichen auch der Besitz von jugendgefährdenden Medien und Gegenständen bzw. die Inanspruchnahme von jugendgefährdenden Dienstleistungen verboten.
| Bundesland       | Kriterium              | Verbotene Sexualdarstellung | Entscheidendes Gremium                  | Abgestufte Altersfreigabe | Besitzverbot | Referenz |
| ---------------- | ---------------------- | --------------------------- | --------------------------------------- | ------------------------- | ------------ | -------- |
| Burgenland       | entwicklungsgefährdend | Menschenwürde missachtend   | nicht festgelegt                        | nein                      | ja           | [ 9 ]    |
| Kärnten          | entwicklungsgefährdend | Pornographie                | Einstufung Deutschland, Landesregierung | ja                        | nein         | [ 10 ]   |
| Niederösterreich | entwicklungsgefährdend | Menschenwürde missachtend   | nicht festgelegt                        | nein                      | ja           | [ 11 ]   |
| Oberösterreich   | entwicklungsgefährdend | Pornographie                | Landesregierung                         | nein                      | ja           | [ 12 ]   |
| Salzburg         | entwicklungsgefährdend | sexuelle Handlungen         | Einstufung Deutschland, Landesregierung | ja                        | ja           | [ 13 ]   |
| Steiermark       | gefährdend             | Pornographie                | Bezirksverwaltungsbehörde               | nein                      | ja           | [ 15 ]   |
| Tirol            | entwicklungsgefährdend | sexuelle Handlungen         | nicht festgelegt                        | nein                      | ja           | [ 16 ]   |
| Vorarlberg       | entwicklungsgefährdend | Pornographie                | Landesbehörde                           | optional                  | nein         | [ 17 ]   |
| Wien             | entwicklungsgefährdend | Menschenwürde missachtend   | nicht festgelegt                        | nein                      | ja           | [ 18 ]   |

Der aktuell diskutierte Vorschlag zur Vereinheitlichung der Jugendschutzgesetze sieht vor, eine neue Kommission für Jugendmedienschutz zu gründen. Diese soll allerdings kein neues Gütesiegel schaffen, sondern sich an den bestehenden, international etablierten Alterskennzeichnungen PEGI (für Spiele) und FSK (Filme) orientieren.

#### PC- und Konsolenspiele
Anstelle eines Verbotes von bestimmten PC- und Konsolenspielen werden empfehlenswerte Spiele von der im Bundesministerium für Wirtschaft, Familie und Jugend angesiedelten „Bundesstelle für die Positivprädikatisierung von Computer- und Konsolenspielen“ (kurz: BuPP) prädikatisiert und in einer Datenbank auf einer eigenen Website veröffentlicht.
„Gute Spiele“ im Sinne der BuPP sind dabei solche, die Spaß machen und gegen die pädagogisch keine Bedenken zu erheben sind. Die von der BuPP empfohlenen Spiele fordern vielmehr von den Spielerinnen und Spielern verschiedene Fähigkeiten, wie Reaktion, Auge-Hand-Koordination, Planung, Logik, räumliche Vorstellung und Orientierung etc., womit diese Fähigkeiten spielerisch gefördert werden.
Das Salzburger Jugendgesetz und das Kärntner Jugendschutzgesetz nehmen auf das deutsche Jugendschutzgesetz Bezug und verlangen eine USK-Alterskennzeichnung der Spiele. Das Wiener Jugendschutzgesetz nimmt seit der Reform 2008 auf das PEGI-System Bezug und erklärt die Kennzeichnung nach PEGI für verpflichtend, ebenso wie die Anwendung der Altersempfehlung nach PEGI bei gewerblicher Abgabe der Spiele.

#### Film und Fernsehen
Gesetzgebung und Vollzug hinsichtlich einer Altersfreigabe von Kinofilmen ist in den verschiedenen Jugendschutzgesetzen unterschiedlich geregelt. In Salzburg, Tirol und dem Burgenland müssen öffentliche Filmvorführungen vor Minderjährigen durch die Landesregierung bewilligt werden. Diese kann abgestufte Altersfreigaben aussprechen. In Wien und Niederösterreich gilt dieselbe Regelung für die Vorführung vor unter 16-Jährigen. Filme, deren Vorführung nicht bewilligt wird oder um deren Bewilligung nicht angesucht wird, sind automatisch erst ab 18 bzw. 16 besuchbar.
In Vorarlberg, der Steiermark und Oberösterreich gibt es diese Bewilligungspflicht nicht. Die Landesregierung kann allerdings von sich aus Altersfreigaben für einzelne Filme aussprechen. In Vorarlberg muss der Veranstalter zudem öffentlich ankündigen, ab welchem Alter er die Vorführung von sich aus freigibt. In Kärnten ist der Veranstalter allein verantwortlich, muss sich aber an bestehenden Freigaben (etwa seitens der anderen Bundesländer oder der JMK) orientieren.
Dieser rechtliche Rahmen ist mittlerweile meist irrelevant, da sich die einzelnen Bundesländer in der Praxis an den Empfehlungen der Jugendmedienkommission (JMK) orientieren, die im Bundesministerium für Unterricht, Kunst und Kultur angesiedelt ist. Diese wird allerdings nur auf Antrag von Filmverleihen tätig, weshalb nicht alle im Land anlaufenden Filme über eine JMK-Empfehlung verfügen. Diese Filme werden im Allgemeinen ab mindestens 16 Jahren zugelassen. Aus der jüngeren Vergangenheit ist kein Fall bekannt, bei dem ein Bundesland einen nicht von der JMK eingestuften Film eigenständig geprüft hat.
Bei Blu-rays und DVDs (sowie in weiterer Folge Videokassetten) hingegen existiert keine solche Regelung. Kärnten und Salzburg übernehmen die abgestufte FSK-Altersfreigabe, die im deutschen Jugendschutzgesetz verankert ist. In den anderen Bundesländern gibt es keine gesetzliche Regelung, nur den Hinweis des Bundesministerium für Unterricht, Kunst und Kultur, auf die FSK-Freigabe zu achten. Die Landesregierungen behalten sich allerdings vor, davon abweichende Entscheidungen zu fällen (was de facto jedoch nicht passiert).

## Strafen
Bei Übertretung der Jugendschutzgesetze können Verwarnungen ausgesprochen, ein Gespräch beim Jugendamt angeordnet und bei Inakzeptanz des Betroffenen sogar Strafen bis 1.000 Euro für den Jugendlichen fällig werden. Die Behörde kann Begleitpersonen und Erziehungsberechtigte verwarnen oder gegen diese eine Verwaltungsstrafe von bis zu 7.260 Euro verhängen. Der Strafrahmen für Personen, die eine Verwaltungsübertretung mit Gewinnabsicht begehen, beträgt bis zu 20.000 Euro.

## Ausnahmen
Es gibt bei einigen Paragraphen Ausnahmen, welche auf den Seiten der Bundesländer bzw. des Bundes ersichtlich sind.

## Geschichtliche Entwicklung
1916 wurden in Niederösterreich (inkl. Wien), Oberösterreich und der Steiermark Verordnungen gegen die „Verwahrlosung der Jugend“ erlassen. Während die darin behandelten Themen relativ ident waren, unterschieden sich die Bestimmungen teils stark. Die Verordnungen enthielten ein Rauchverbot an öffentlichen Orten, Bestimmungen zur Abgabe und dem Konsum von Alkohol, Zutrittsbeschränkungen zu Gastwirtschaften, Kinos, Varietés und Nachtlokalen sowie in Oberösterreich und der Steiermark ein Verbot des „Herumstreifens“ in der Nacht. Während die oberösterreichische Verordnung bereits klar zwischen Unmündigen unter 14 Jahren und Jugendlichen zwischen 14 und 17 Jahren unterscheidet, ist eine solche Differenzierung in Niederösterreich und der Steiermark nicht zu finden. In der Steiermark wurden im Sinne der Verordnung etwa alle Personen unter 16 Jahren als „Jugendliche“ bezeichnet. Die oberösterreichische Verordnung erlaubte den Verkauf von Alkohol an Jugendliche zwischen 14 und 17, sofern dieser gegen Barzahlung erfolgte und der/die Jugendliche nicht bereits angetrunken waren. Hingegen verbot Oberösterreich Unmündigen das Rauchen nicht nur in der Öffentlichkeit, sondern „in jeder Form“. Während in Nieder- und Oberösterreich Jugendliche und Kinder erst ab 20 bzw. im Sommer 21 Uhr kein Wirtshaus mehr unbegleitet betreten durften, war in der Steiermark der unbegleitete Besuch zu jeder Zeit sowie auch der begleitete Besuch ab 20 bzw. 21 Uhr untersagt. Auch ein Glücksspielverbot bestand Oberösterreich, in der Steiermark war der Verkauf von Luxusgegenständen und Spielwaren an Jugendliche untersagt. Die Steiermark glich ihre Bestimmungen 1922 weitgehend an jene der anderen Länder an.
Österreich ist seit 1920 als Bundesstaat organisiert, der Jugendschutz wurde durch die Generalklausel des Art. 15 Abs. 1 Bundesverfassungs-Gesetz (B-VG) Kompetenz der Länder. Die unterschiedliche Ausgestaltung des Jugendschutzes in den Bundesländern wurde über die kommenden Jahrzehnte hinweg wiederholt als problematisch thematisiert. Bereits 1948 wurde auf Wunsch der Kinowirtschaft die Jugendfilmkommission (JFK) eingerichtet, die den Ländern eine Altersfreigabe für Filme empfahl, um eine gewisse Uniformität in diese zu bringen, und heute noch als Jugendmedienkommission existiert. Die Harmonisierung einzelner Jugendschutzgesetze wurde schrittweise angegangen, so einigten sich Wien, Niederösterreich und das Burgenland 2001 auf das gemeinsame Erarbeiten eines weitgehend identen Gesetzes.
Auch die praktische Umsetzung des Rechts entwickelte sich in manchen Bereichen erst spät. So wurden Zigarettenautomaten erst zwischen 2004 und 2007 technisch so umgestellt, dass dort nur mit Bankomatkarten von über 16-Jährigen (dem damaligen Tabakmindestalter) Produkte gekauft werden konnten.
Im November 2012 einigten sich Vertreter aller Bundesländer außer Tirol und Vorarlberg in einem Memorandum auf Kernpunkte, die Ausgehzeiten sowie Alkohol- und Tabakkonsum umfassen. Das Memorandum sollte im Jänner 2013 unterschrieben werden, jedoch scheiterte es schließlich am Ausstieg der Steiermark und Oberösterreichs.